# Beuel-Mitte
Beuel-Mitte ist ein Ortsteil des Bonner Stadtbezirks Beuel. Er liegt zwischen dem Rhein im Westen, der Bahnlinie im Osten, dem Bröltalbahnweg im Norden und dem Rosenweg im Süden. Entstanden aus früheren Dorfsiedlungen, bildete sich Beuel-Mitte durch seine zentrale Brückenlage zum Kernort heraus. Wegen seiner zentralen Lage zwischen der Bonner Innenstadt und dem höherpreisigen Rhein-Sieg-Kreis, überwiegend historischer Bausubstanz sowie zahlreicher Neubauten im oberen Preissegment nebst vielfältiger Freizeit-, Einkaufs- und Kulturinfrastruktur gilt der Ortsteil als „gehobene“ Wohnlage.

## Siedlungs- und Baugeschichte

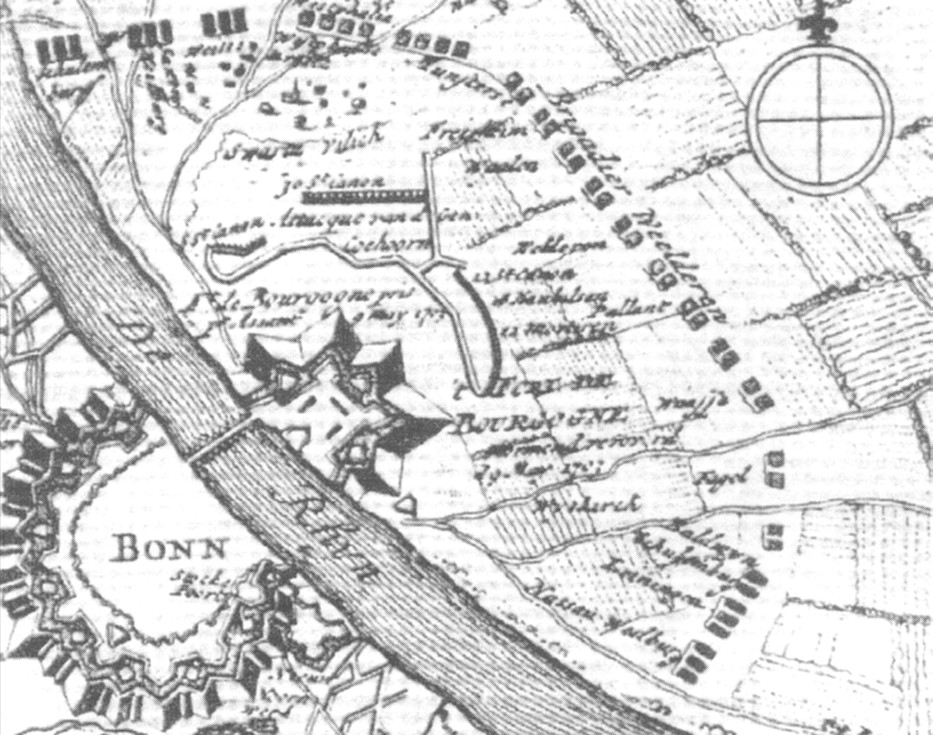
Beueler Schanze um 1703 (Fort de Bourgogne)

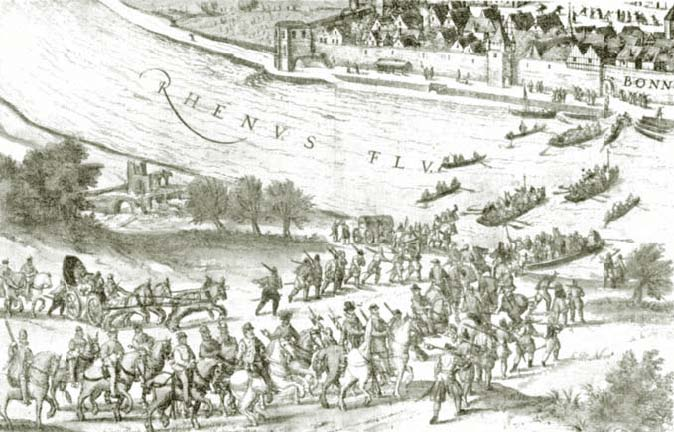
Übergang der truchsessischen Truppen 1582 von der Beueler Seite nach Bonn

Die Besiedlung beschränkte sich, da durch den Rhein geprägt, auf hochwasserfreie Zonen. Die ersten Siedlungen waren Rheindorf, Vilich, Beuel und Limperich und wurden zwischen dem 5. und 7. Jahrhundert erbaut.
Gegen Ende des 16. Jahrhunderts, während des Truchsessischen Krieges, wurde in Beuel eine Befestigungsanlage gebaut. Beuel war in dieser Zeit häufig Ausgangspunkt zur Eroberung Bonns von der Beueler Schanze aus. Nach 1713, dem Friedensvertrag von Utrecht wurden diese Befestigungen abgebaut. Auf dem ehemaligen Gelände der Beueler Schanze wurde das Mehlem’sche Haus errichtet.
Im 19. Jahrhundert wuchsen die einzelnen Siedlungen langsam zusammen. Östlich der Bahnlinie wurde ein Gewerbegebiet erschlossen. Zwischen der Friedrich-Breuer-Straße und der Hans-Böckler-Straße entstand eine durchgehende Bebauung. Auch im Bereich der St. Josef-Kirche bis zur Johannesstraße wurde viel gebaut. Die Zahl der Bewohner stieg in diesem Zeitraum auf das Dreifache. Im Jahre 1892 beschloss der Gemeinderat, die Orte Combahn und Beuel zusammenzulegen.

### Mehlem’sches Haus

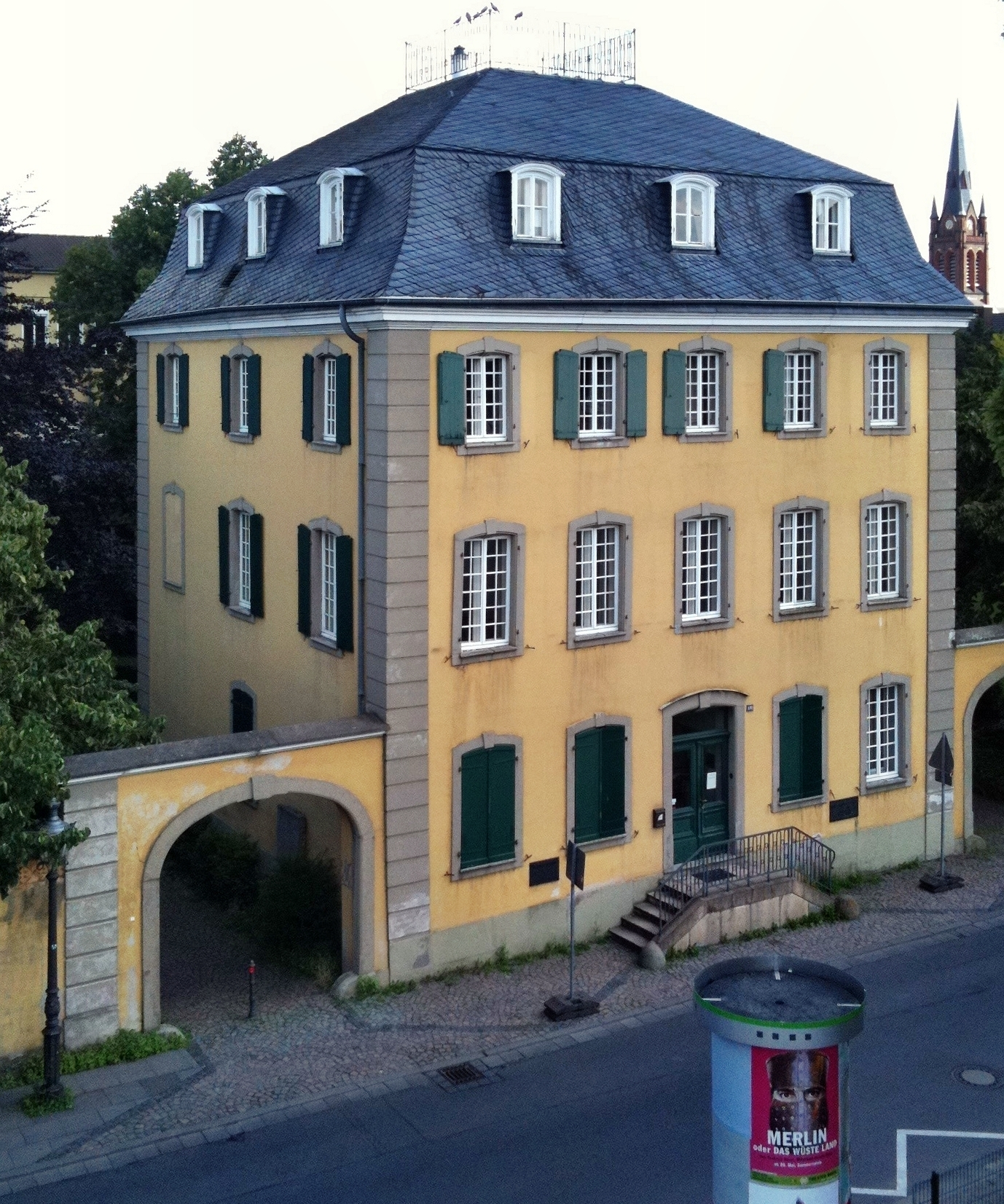
Mehlem’sches Haus

Vermutlich nachdem die erste Bebauung bei einem schweren Hochwasser 1784 zerstört wurde, errichtete man daraufhin 1875 eine große stattliche Villa, die noch heute existiert. Da die umliegende Bebauung niedriger war, beherrschte diese repräsentative, spätbarocke Villa der Familie Mehlem über 100 Jahre das Rheinpanorama von Beuel. Die Villa entstand entweder für Johannes Paul Mehlem oder eines seiner Kinder. Er hatte das Amt des Brückenmeisters inne. Seine Aufgabe bestand darin, den Betrieb der Fähre bzw. Gierponte zu leiten.
Durch seine beiden Toreinfahrten lässt sich das Mehlem’sche Haus mit dem Fürstenberg’schen Palais am Münsterplatz (Hauptpost) vergleichen. Fester Bestandteil dieses Palais war ein rückwärtig angelegter Park. 1885 wurde die Villa in fünf Wohnungen unterteilt und mit einer zweigeschossigen Loggia ausgestattet. Zeitweilig wohnte hier auch August Wilhelm Andernach, der 1888 die Teerproduktionsanlage in der heutigen Maarstraße errichtete. Heute beherbergt das Mehlem’sche Haus die Musikschule der Stadt Bonn.

### Von der Gierponte zur Rheinbrücke

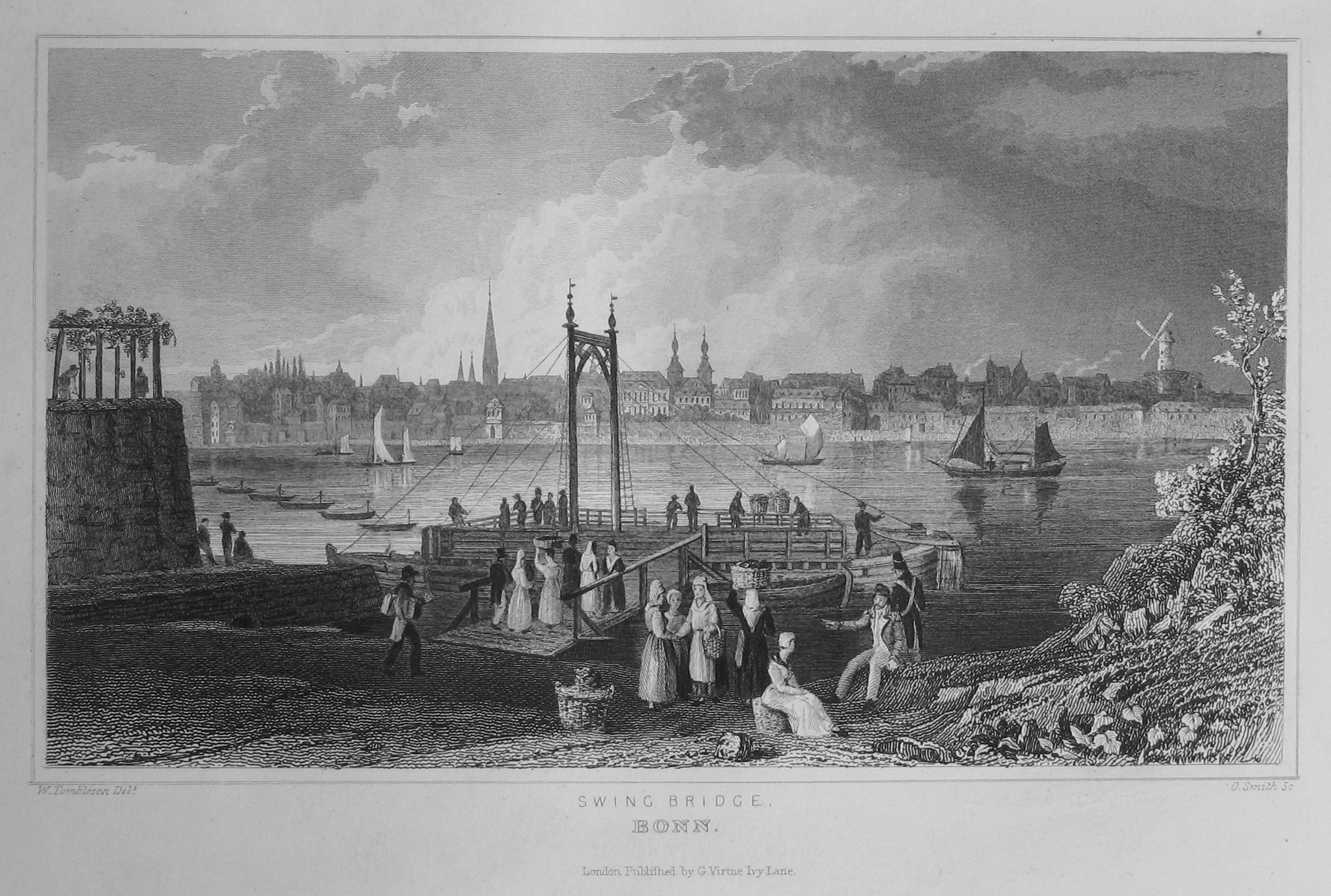
Gierponte – Stahlstich von 1832 nach William Tombleson

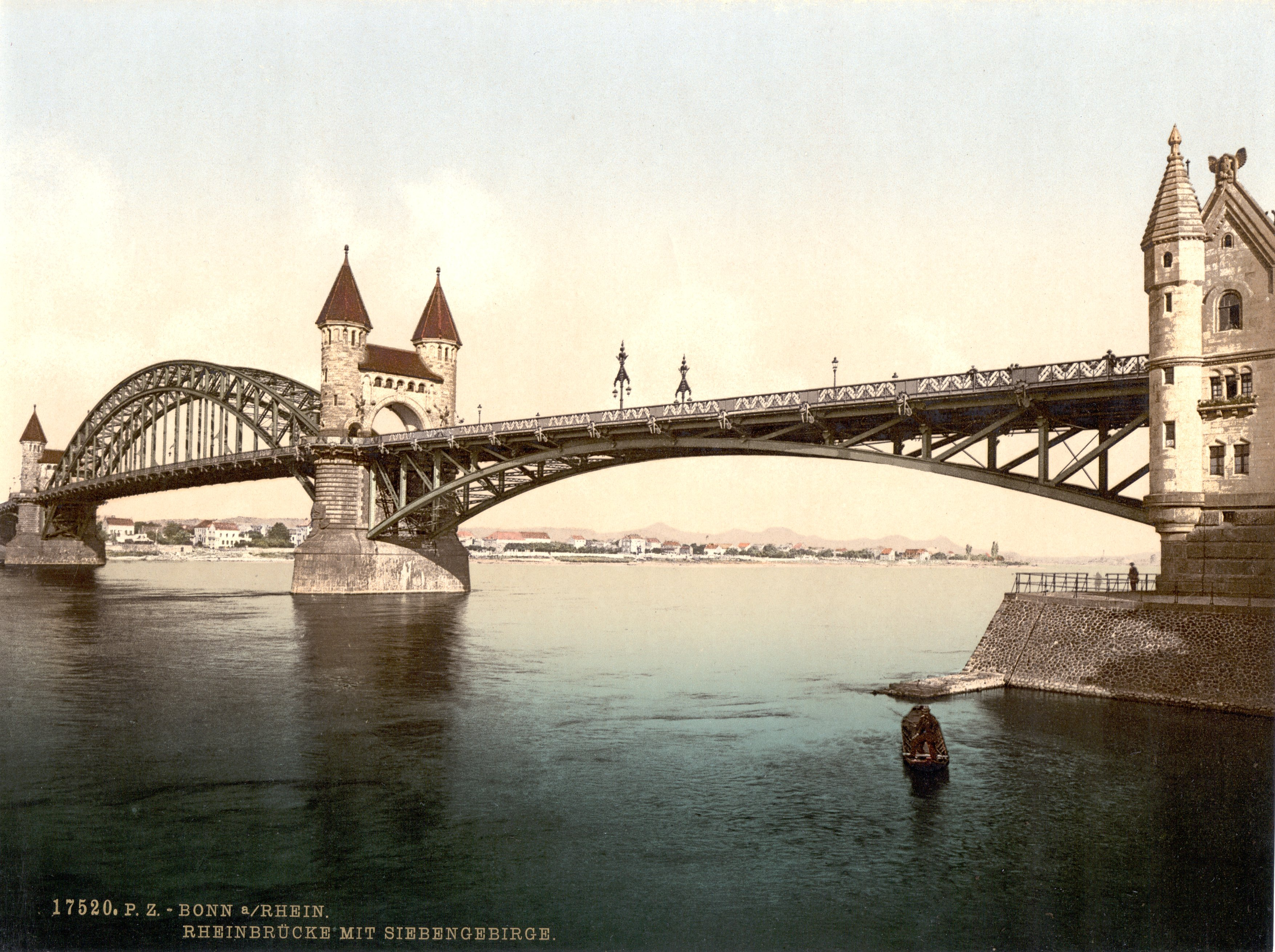
Die alte Rheinbrücke um 1900

1325 wurde von dem Kölner Erzbischof Heinrich von Virneburg 20 Fährschiffern das vererbliche Recht übertragen, zwischen der Siegmündung und Niederdollendorf Personen befördern zu dürfen. Der Erzbischof und Kurfürst Maximilian Heinrich von Bayern forderte im Jahre 1665 die Fährleute auf, eine fliegende Brücke oder Gierponte zu errichten. Die erste Gierponte wurde aber erst mit der Belagerung der Stadt Bonn im Jahre 1673 in Betrieb genommen. 1676 wurde sie dann den Beueler Schiffern übereignet. Sie verkehrte zwischen der Josefstraße in Bonn und der Beueler Anlegestelle im Bereich des heutigen Kriegerdenkmals. 1895 beschloss der Stadtrat von Bonn, eine feste Brücke über den Rhein zu schlagen, die Ende des Zweiten Weltkriegs gesprengt und 1948/49 wieder aufgebaut wurde.
Siehe Alte Rheinbrücke (Bonn)

### Friedrich-Breuer-Straße

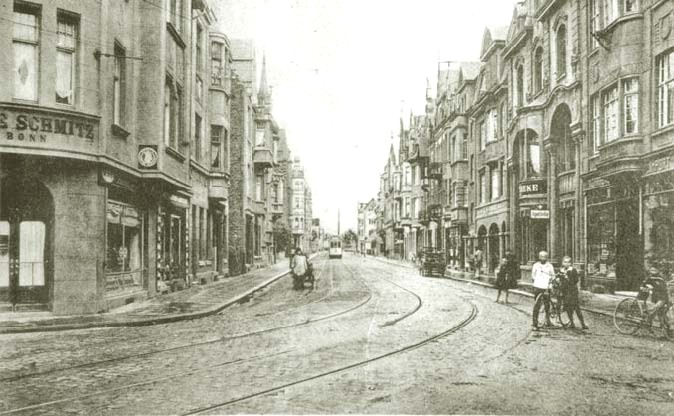
Friedrich-Breuer-Straße um 1902

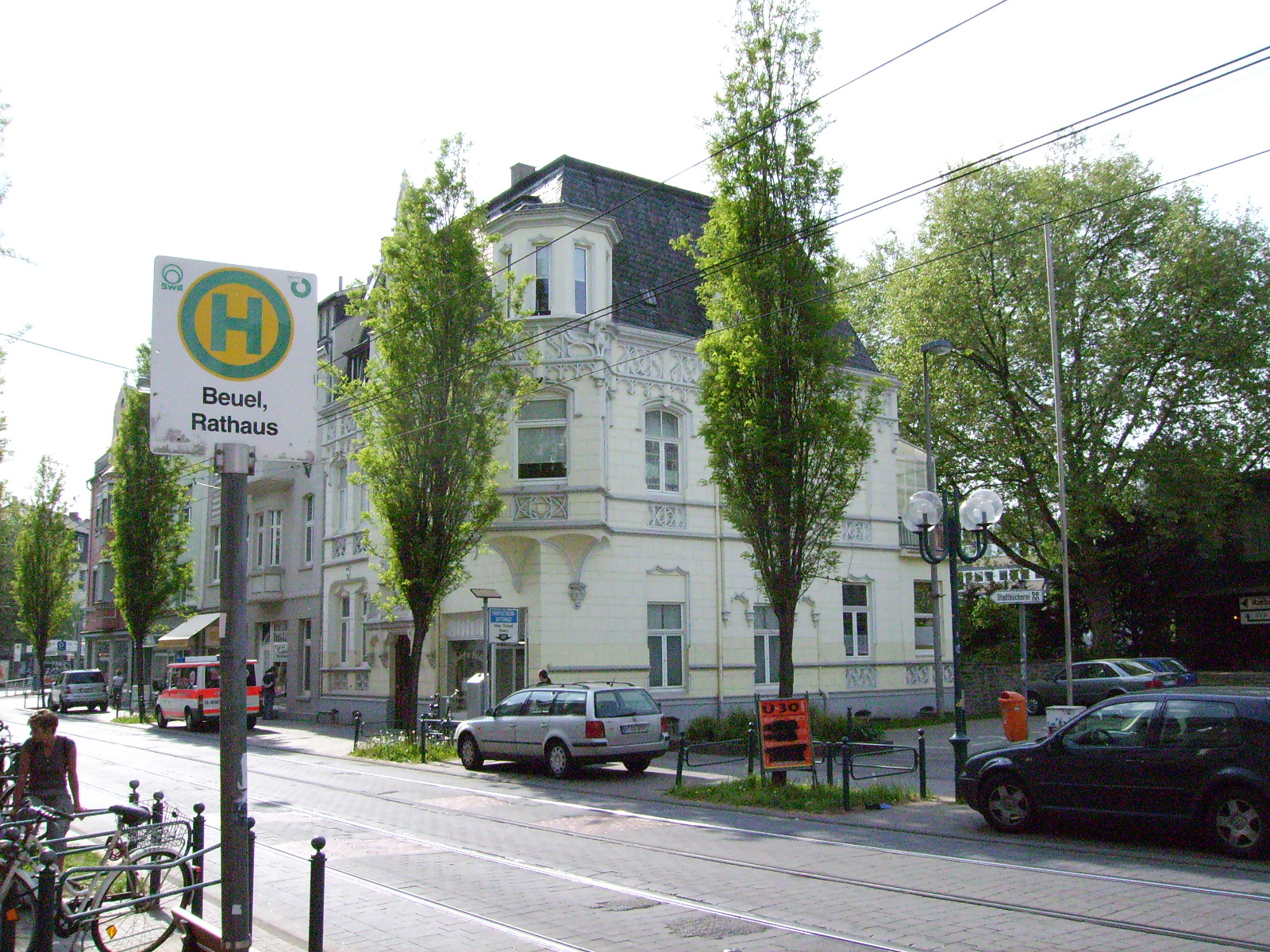
Ehemaliges Wohnhaus von Friedrich Breuer

Der Hauptverkehrsweg des heutigen Beuel lag zwischen der Gierponte und dem Bahnhof. Durch den Bau der Rheinbrücke gewann die heutige Friedrich-Breuer-Straße zunehmend an Bedeutung. Anfangs hieß die Straße vom Rhein bis Gottfried-Claren-Straße „Koffergasse“ (Covergas). „Cover“ steht für die mittelalterliche Bezeichnung für Kobern (= kaufen, handeln). Später wurde die Straße ein Teil der Beueler Overather Chaussee. 1891 wurde sie in „Hauptstraße“ und um 1900 nach Kaiser Wilhelm I. in „Wilhelmstraße“, 1902 nach Kaiser Friedrich III. in „Friedrichstraße“ umbenannt. Von 1933 bis 1945 war es die „Horst-Wessel-Straße“, die nach dem Krieg wieder in „Friedrichstraße“ umbenannt wurde. Mit der Umbenennung in „Friedrich-Breuer-Straße“ wurde dem Bürgermeister Friedrich Breuer ein Denkmal gesetzt. Friedrich Breuer bewohnte im alten Rathaus den 1. Stock. Da nach der Verlegung des Amtssitzes von Vilich nach Beuel das alte Rathaus bald zu klein wurde, baute sich Friedrich Breuer 1902 einen neuen Wohnsitz im neugotischen Stil. Es steht heute links vom Rathaus.
1912 fasste der Gemeinderat den Beschluss, einen Rathausneubau zu errichten. Dieser wurde aber erst nach 50 Jahren verwirklicht. Am 27. September 1962 fand die Übergabe und Einweihung des neuen Rathauses statt.

### Beueler Waschfrau
Am Brückenpfeiler der ersten Rheinbrücke war zur Beueler Seite hin die Büste einer alten Frau aus Sandstein befestigt. Sie erinnerte an die Beueler Waschfrauen. Nach der Sprengung wurde die Skulptur geborgen und vier Jahre später, zum 125-jährigen Bestehen der Beueler Weiberfastnacht, am Rheinufer neben der Anlegestelle der Personenfähre wieder aufgebaut. Die 75 cm hohe Sandsteinfigur wurde vom Bildhauer Brasche nach dem Entwurf des Berliner Bildhauers Bügelmann gefertigt.
Eine Inschrift im Sockel erinnert an die große Zeit der Bleicher und Waschfrauen: „De Welt is e Lake, dat selvs de Beueler net wäsche könne“.
Aufgrund des neu errichteten Hochwasserschutzes wurde die Skulptur abgebaut und ist jetzt im Heimatmuseum Beuel zu sehen.

### Katholische Pfarrkirche St. Josef

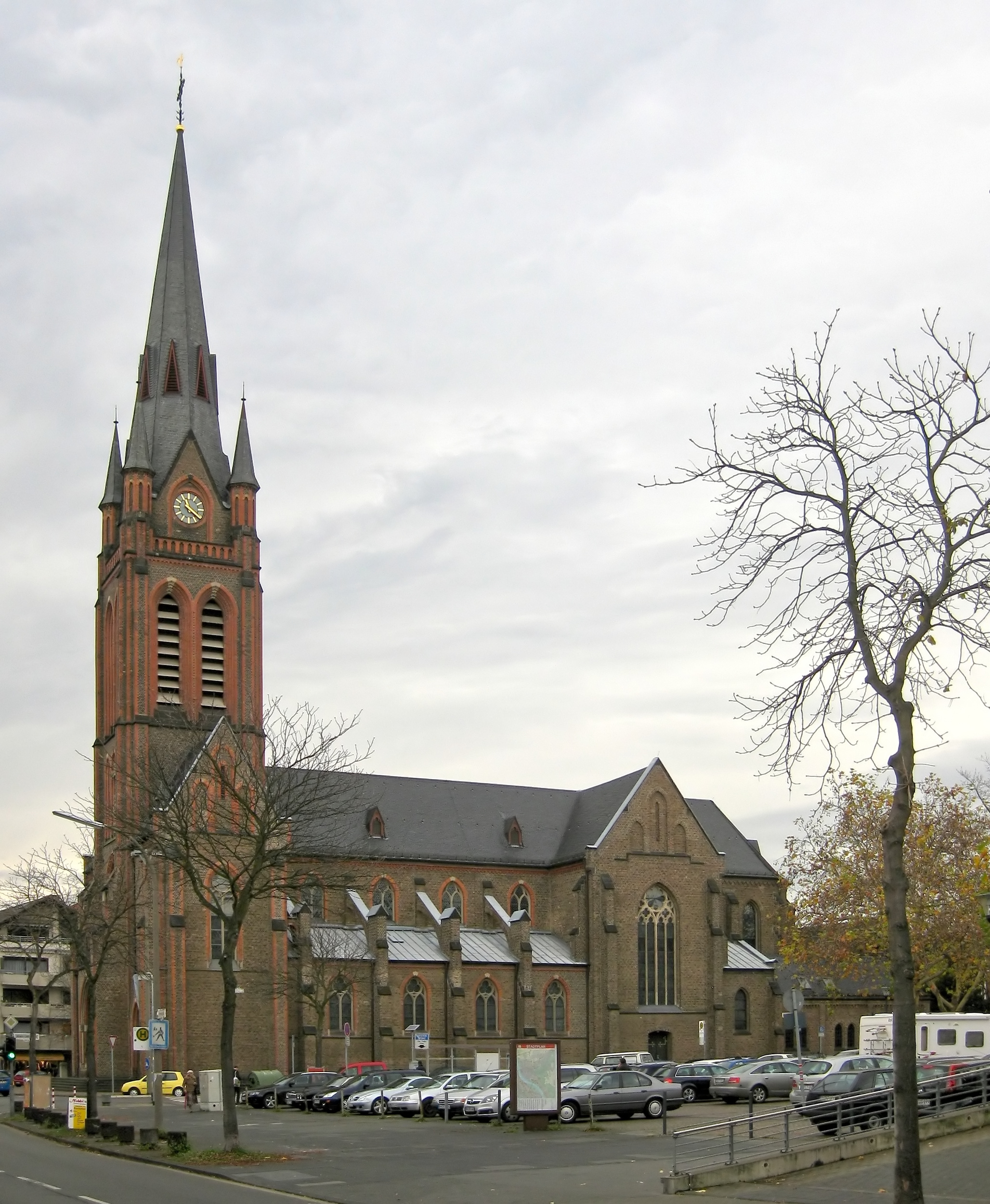
Katholische Pfarrkirche St. Josef

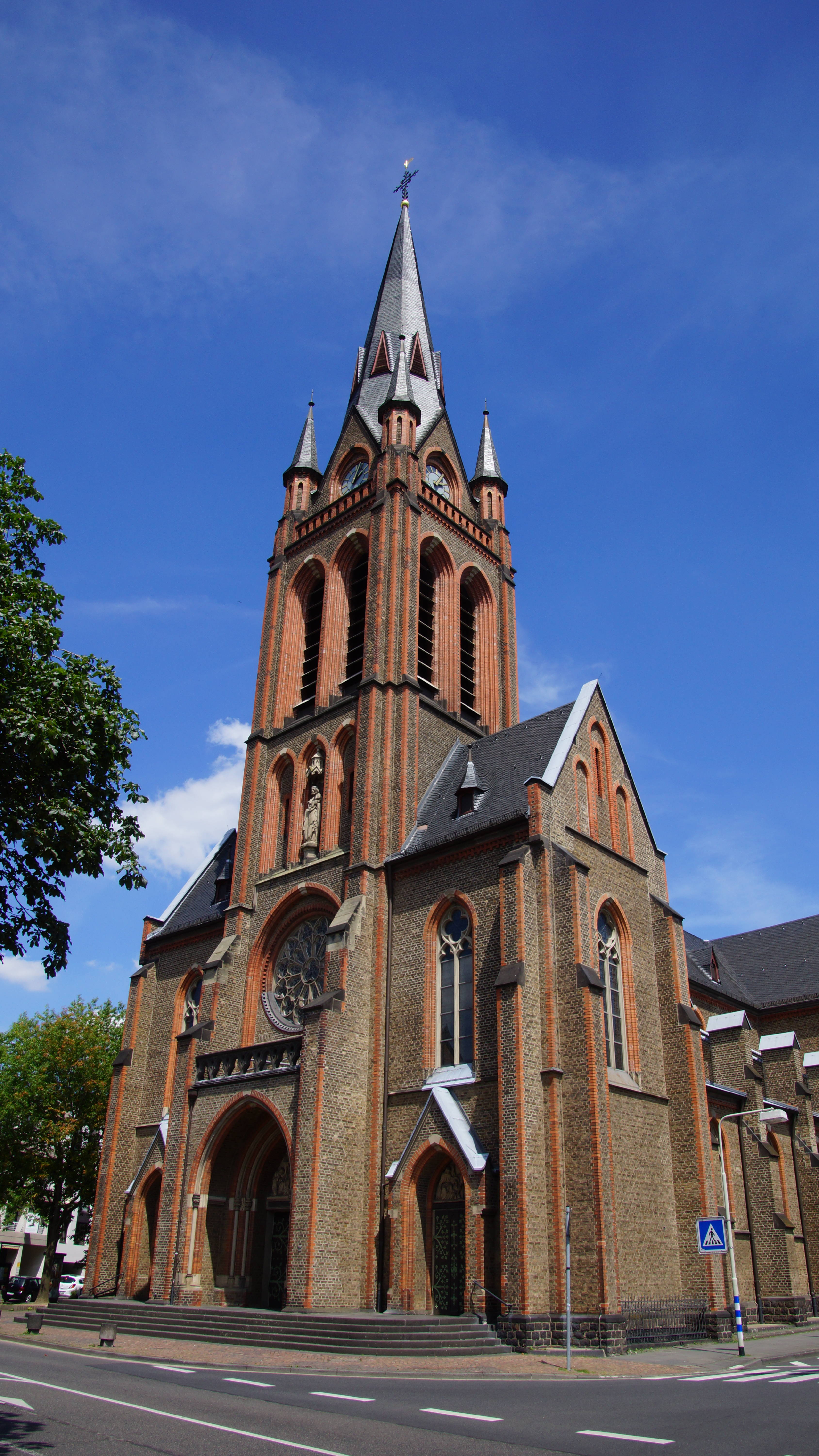
Katholische Pfarrkirche St. Josef

Bei dieser Kirche handelt es sich um eine dreischiffige Basilika in vier Jochen mit einem Querschiff und Polygonalchor. An der Front befindet sich der 70 Meter hohe Turm, in den im oberen Teil der Heilige Joseph angebracht ist.
Nach langen Auseinandersetzungen mit der preußischen Regierung durfte am 15. August 1880 mit dem ersten Bauabschnitt (Chor, Querschiff und ein Joch des Langhauses) der Kirche begonnen werden. Sie ist auf einem Hügel (Bühel), der Beuel seinen Namen gab, errichtet worden. Die neugotische Kirche von St. Josef war bis 1893, bis Beuel eine eigene Pfarrei bekam, die Filialkirche der Pfarrei St. Peter in Vilich. Der erste Gottesdienst fand zwei Jahre später statt. Am 18. August 1901 wurde der zweite Bauabschnitt mit den drei restlichen Jochen des Langhauses begonnen.
1903 war die Kirche in ihrer jetzigen Gestalt vollendet. Die Materialien für den Bau kamen aus der Umgebung. Beueler Feldbrandziegel, Verblendsteine aus Hangelar und Basaltsteine aus dem Oberkasseler Steinbruch.
Die Kirche ist insbesondere für ihre große Oberlinger-Orgel aus den 80er Jahren bekannt, an der regelmäßig Orgelkonzerte veranstaltet werden. Die Orgel aus der Orgelbauwerkstatt Oberlinger, Windesheim, wurde im französisch-romantischen Klangstil erbaut. Die Disposition der Orgel (61 Register) wurde von Hans-Peter Reiners, in Verbindung mit Orgelbaumeister Ernst Oberlinger, entworfen.

Darüber hinaus besitzt die Kirche eines der größten Glockenspiele Europas mit 62 (55) Glocken, das 1962 eingebaut wurde. Nachdem es im Laufe der Jahre lange ungenutzt geblieben war, wurde es im Mai 2009 ausgebaut, um es zur Restaurierung zu einem niederländischen Fachunternehmen zu transportieren. Das Carillon wurde für eine – ausschließlich durch Spenden aufgebrachte – Summe von ca. 100.000 EUR renoviert und am 4. September 2010 wieder eingeweiht.
Die katholische Kirchengemeinde St. Josef und St. Paulus Beuel unterhält ihren eigenen Pfarrfriedhof St. Josef im Dreieck St.Augustiner Straße/Combahnstraße/Kreuzstraße in Beuel Mitte. Er ist ca. 5000 Quadratmeter groß und beherbergt ungefähr 930 Grabstellen.

### Bröltalbahnhof
Unmittelbar in der Nähe der früheren Anlegestelle der Gierponte liegt der Bahnhof der ehemaligen Bröltalbahn. Sie war die älteste Schmalspurbahn Deutschlands. Der Bahnhof war der westlichste Endpunkt des Streckennetzes. Von hier aus wurde der transportierte Basaltstein auf Schiffe verladen. Das ehemalige Bahnhofsgebäude in der Rheinaustraße wurde 1891 als zweigeschossiger Fachwerkbau errichtet. 1906 wurde das Gebäude erweitert und eine Bahnsteigüberdachung mit Säulenkonstruktion aus Gusseisen gebaut. Nach Stilllegung der Bahn im Jahre 1967 wurde das Gebäude als Bahnhofsgaststätte genutzt.

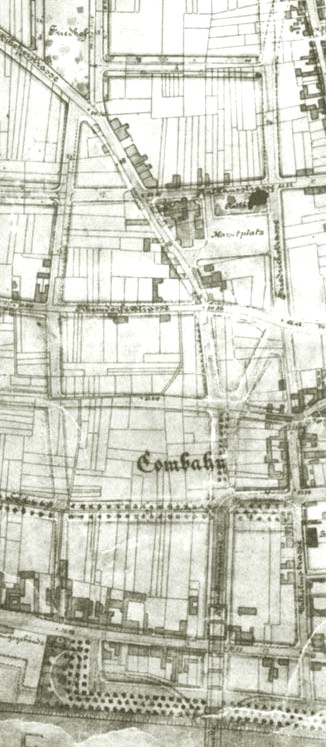
Bebauungsplan Combahn 1900

Das „Bahnhöffje“ mit seiner Bahnsteigterrasse ist heute ein beliebter Treffpunkt.

### Combahnstraße

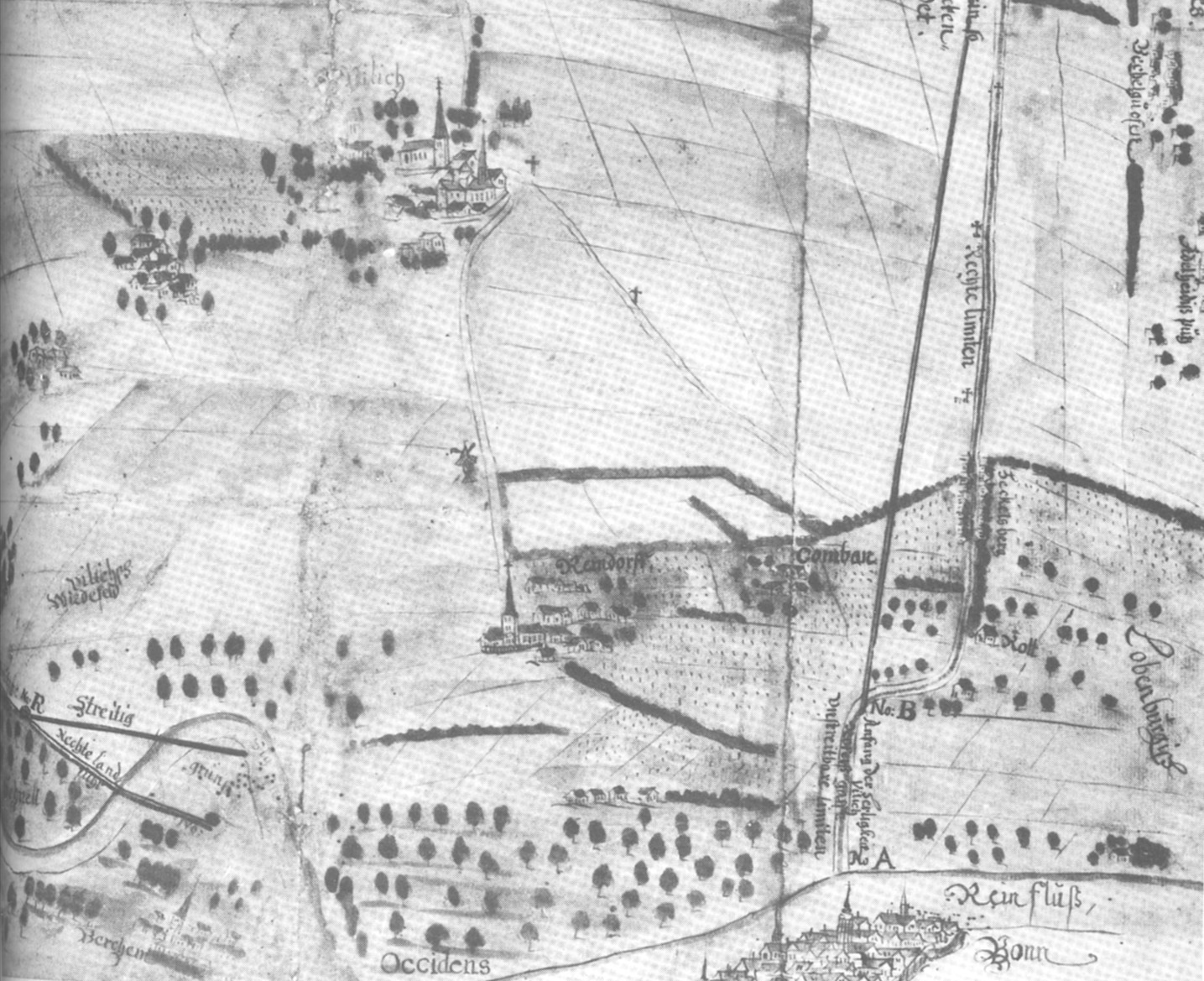
Vilich und Combahn

Die Combahnstraße hat ihren Namen vom damals eigenständigen Ort Combahn, der aus zwei Siedlungskernen entstand. Erstmals urkundlich wurde er im Jahre 1343 erwähnt. Einerseits bestand die Siedlung aus dem Bereich um den späteren Bröltalbahnhof, der sich entlang des Rheins ausbreitete, und andererseits gehörte der Bereich der Rheinaustraße bis zur heutigen Friedrich-Breuer-Straße dazu. Dieser Ortsteil des heutigen Beuels gehörte zum kurkölnischen Vilicher Ländchen. 1808 wurden Combahn und Beuel in einem Staat (Großherzogtum Berg) vereint.

### Beueler Bahnhof

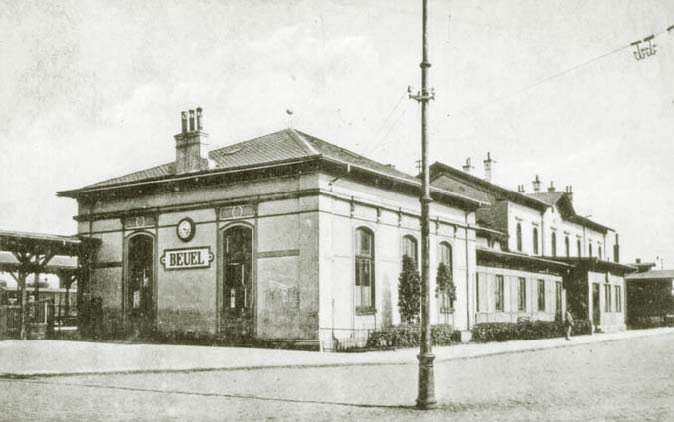
Bahnhof Beuel um 1900

Die Bahnhofanlage mit Bahnhofsgebäude im klassizistischen Stil wurde zwischen 1870 und 1880 zwischen den damals noch eigenständigen Ortschaften Beuel und Combahn errichtet. Die zunächst eingleisige Strecke führte vom Oberkasseler Trajekt bis Troisdorf und wurde nach nur wenigen Monaten Bauzeit am 26. Oktober 1870 fertiggestellt. Die Strecke wurde anfangs nur für militärische Zwecke genutzt und im Februar 1871 für den übrigen Güterverkehr freigegeben. Die Bahnsteigüberdachungen aus verziertem Holzständerwerk sowie der bis in Details erhaltene historische Güterschuppen (einer der ältesten in Deutschland) nebst Ladestraße stehen mittlerweile unter Denkmalschutz. 1883 wurde die Strecke zweigleisig ausgebaut. Um 1900 wurde der Bahnhof Beuel auch Ausgangspunkt für die Industriebahn Beuel–Großenbusch. Nach dem Bau der Rheinbrücke wurde im Jahr 1902 eine Straßenbahnverbindung zwischen den Bahnhöfen Bonn und Beuel errichtet.
Siehe auch Trajekt Bonn–Oberkassel

### Versöhnungskirche

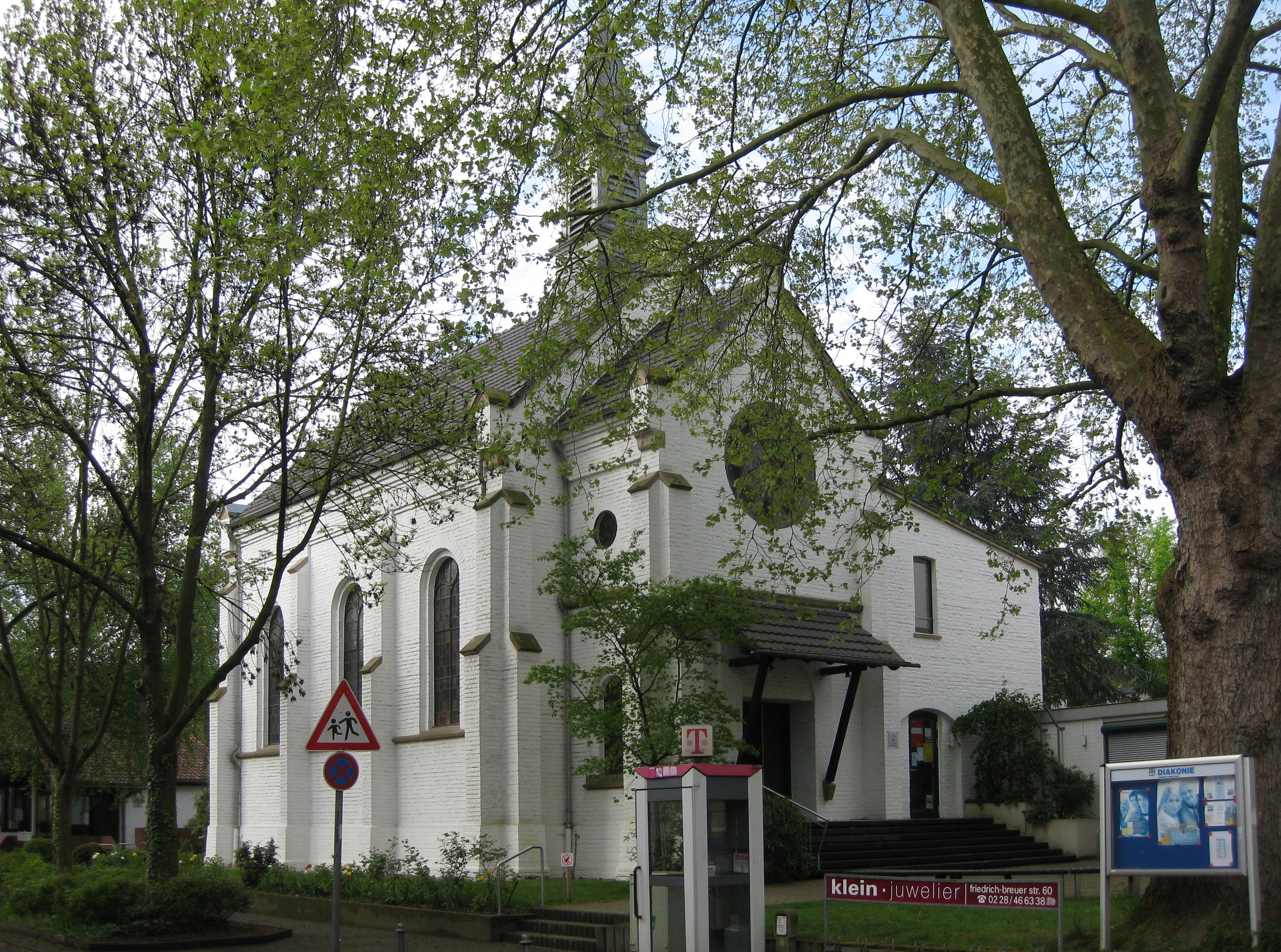
Evangelische Versöhnungskirche in Beuel-Mitte

In der Zeit der Industrialisierung siedelten sich ab 1860 evangelische Familien in Beuel an. Durch die Hilfe des Gustav-Adolf-Vereins konnte die evangelische Gemeinde 1894 eine eigene Kirche nach den Plänen des Bonner Baumeisters Otto Penner an der Siegfried-Leopold-Straße in Beuel errichten. Der Backsteinbau wurde als Saalkirche mit einjochigem Vorbau errichtet. Seitlich des polygonalen Chores befindet sich ein Sakristeianbau. Im Jahre 1959 wurde ein Seitenschiff nach den Plänen von H. A. Rolffs angebaut. 1988 wurde auf der rückseitigen Empore eine 16-registrige Orgel mit einem aus 39 Glocken bestehenden Glockenspiel errichtet.

### Beueler Synagoge

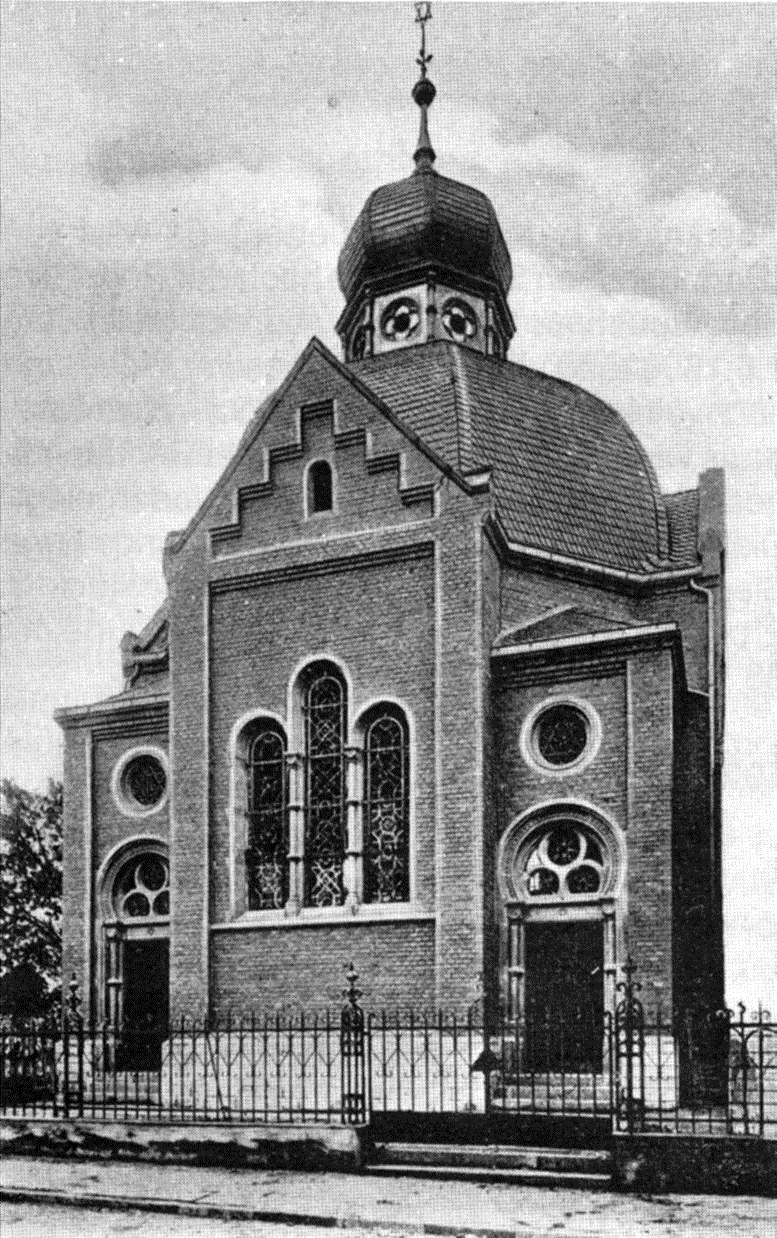
Beueler Synagoge um 1903

Vermutlich um 1800 wurde in Beuel eine Synagoge im Bereich der heutigen Siegfried-Leopold-Straße und Friedrich-Friesen-Straße errichtet. 1903 wurde in der alten Wilhelmstraße 78 anstelle der alten eine neue Synagoge nach den Plänen des Baumeisters Johann Adam Rüppel errichtet. Diese Synagoge ist die einzige im Beueler Stadtbezirk. Sie wurde im Wesentlichen als romanisierender Zentralbau mit hoher Mittelkuppel und kleinen Fassadentürmen errichtet. Das Gebäude wurde in der „Reichspogromnacht“ am 10. November 1938 zerstört. 1962 wird durch den Stadtrat der damaligen Stadt Beuel eine Gedenkplatte dort angebracht und 1988 durch Neugestaltung des ehemaligen Synagogengrundstücks ein Gedenkzeichen mit den Ziegelsteinen der ehemaligen Synagoge errichtet.

### Kriegerdenkmal

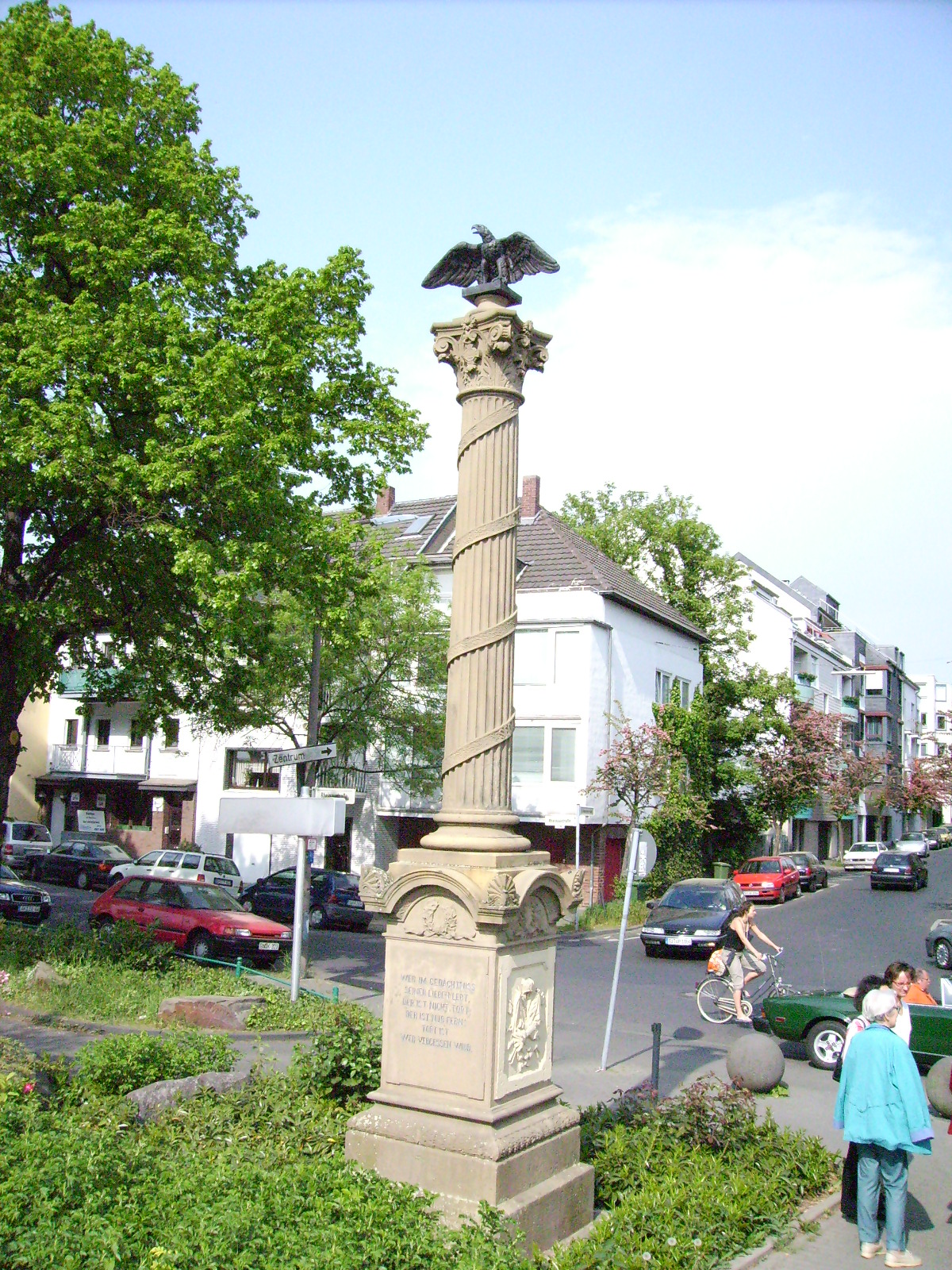
Kriegerdenkmal in Beuel

Der 1869 gegründete „Kriegerverein“ und die Gemeinde Combahn errichteten am 6. April 1877 in der Nähe des Bröltalbahnhofes ein Kriegerdenkmal zum Gedenken an die Gefallenen des Deutsch-Französischen Krieges von 1870/1871. Gestaltet wurde dieses Denkmal vom Bonner Bildhauer Johann Josef Olzem. Der auf der Säule sitzende Adler wurde im Zweiten Weltkrieg eingeschmolzen und durch eine Zinknachbildung ersetzt.

### Brotfabrik
Die Germania Brotfabrik wurde 1903 in der Kreuzstraße 16 vom Fabrikanten August Osberghaus gegründet. Wegen hoher Schulden wurde der Betrieb in den 1930er Jahren verkauft. Der neue Besitzer Karl Maria Johannes Troullier sorgte dafür, dass die wirtschaftliche Entwicklung steil nach oben ging. Nach Kriegsbeginn kamen Aufträge von der Wehrmacht. Die Fabrik wurde in den 1970er Jahren modernisiert und produzierte stündlich 1200 Brote.
1985 wurde die Fabrik verkauft. Der neue Besitzer demontierte die Anlagen für seinen Kölner Betrieb. Seit 1986 dient die „Germania“ als alternatives Kulturzentrum „Brotfabrik“.

### Heimatmuseum
Das Heimatmuseum Beuel ist das erste lokalhistorische Museum im Raum Bonn. Es wurde am 7. Juni 1986 aus privater Initiative auf dem Fachwerkhofgelände in Beuel in der Steinerstraße 34–36 eröffnet. Den Kern bildet eine aus dem 18. Jahrhundert stammende Hofanlage. In diesem Museum kann der Besucher sich über die historische Entwicklung auf Beueler Boden informieren. So lernt man die Beueler Anfangsgewerbe Fischerei, Schifffahrt und Wäscherei kennen und gewinnt einen Einblick in das Leben, Arbeiten und Wohnen um die Jahrhundertwende. Bei Erweiterungsarbeiten für die Ausstellungsfläche wurde ein Kellergewölbe freigelegt, das aus dem Jahre 1600 stammt.